# Teodorico II de Lusacia
Teodorico II (en alemán: Dietrich von Landsberg, Dietrich II. (Lausitz); h. 1118 - 9 de febrero de 1185), un miembro de la Casa de Wettin, fue Margrave de Lusacia desde 1156 hasta su muerte. 

## Biografía
Teodorico era el segundo hijo superviviente del margrave Wettin Conrado de Meissen. Cuando su padre se retiró en 1156 y le sucedió su hijo mayor Otón II en Meissen, Teodorico recibió la marca de Lusacia (Orientalis marchio) anteriormente detentada por Enrique de Groitzsch, incluyendo los castillos de Eilenburg y Landsberg, a manos del emperador Hohenstaufen Federico Barbarroja.
Se casó con Dobroniega, hija del duque polaco Boleslao III y su esposa Salomé de Berg. Tuvieron un hijo, Conrado, quien falleció antes de él, y una hija, Gertrudis, que se convirtió en monja. Un hijo ilegítimo Teodorico, por una amante llamada Cunegunda, condesa viuda de Plötzkau, fue legitimado el 12 de mayo de 1203 y se convirtió en obispo de Merseburgo en 1204.
Aunque Teodorico a veces se llamó a sí mismo un "Margrave de Landsberg", una entidad política correspondiente no fue establecido antes de 1261 por el margrave Wettin Enrique III de Meissen. En 1165, Teodorico con el apoyo del obispo Werner de Płock fundó la abadía de Dobrilugk como un monasterio de familia. Siguió siendo un defensor firme del emperador Federico Barabarroja en la campaña de 1157 contra el Gran Duque Boleslao IV el Rizado de Polonia y de nuevo lo acompañó en su campaña italiana de 1176/77 contra las ciudades de la Liga Lombarda. En el conflicto con Enrique el León, combatió activamente el duque sajón junto con el arzobispo Wichmann de Magdeburgo y sus hermanos margrave Otón II y Dedo de Groitzsch.
Mientras estaba en la corte del emperador en Maguncia en 1184, Teodorico enfermó seriamente y murió al año siguiente. Fue enterrado en la abadía de Petersberg, como la construcción del monasterio de Dobrilugk aún no había terminado. El emperador Federico enfeudó su margraviato a su hermano menor Dedo a su muerte.